# Ґеорґе Крецу
Ґеорґе Крецу, або Георге Крецу (рум. Gheorghe Crețu; нар. 8 серпня 1968, Констанца) — румунський волейбольний тренер, колишній волейболіст, який грав на позиції центрального блокувальника. Нині очолює чоловічу збірну Словенії з волейболу.

## Життєпис
Народжений 8 серпня 1968 року в Констанці.
Грав у клубах «Констанца» (1984—1985), «Динамо» (Бухарест, 1985—1993), «Логгоф» (1993—1994), «Сокол» (1994—1995) та «Донаукрафт» (1995—1997, обидва — Відень).
Тренував, зокрема, кілька австрійських та італійських клубів, чоловічі збірні Румунії (2007—2008), Естонії (2014—2019), катарський «Аль Арабі» (2013—2014), польські «Ольштин» (2010—2011), «Купрум» (Любін, 2014—2017), «Ресовію» (Ряшів, 2018—2019), російські «Білогір'я» та «Кузбас» (2019—2020). У сезоні 2021—2022 був головним тренером польського клубу ЗАКСА (Кендзежин-Козьле).

## Досягнення

### Гравець
- чемпіон Румунії 1992,
- чемпіон Австрії: 1996, 1997,
- володар Кубка Австрії[4]

### Тренер
Зі збірною
- Переможець Євроліги: 2016, 2018

Клубні
- переможець Ліги чемпіонів ЄКВ 2021—2022,
- переможець Плюс Ліги (чемпіон Польщі) 2021—2022.

Особисті
- тренер року в Естонії 2017, 2018.